# Sigrid Ramge

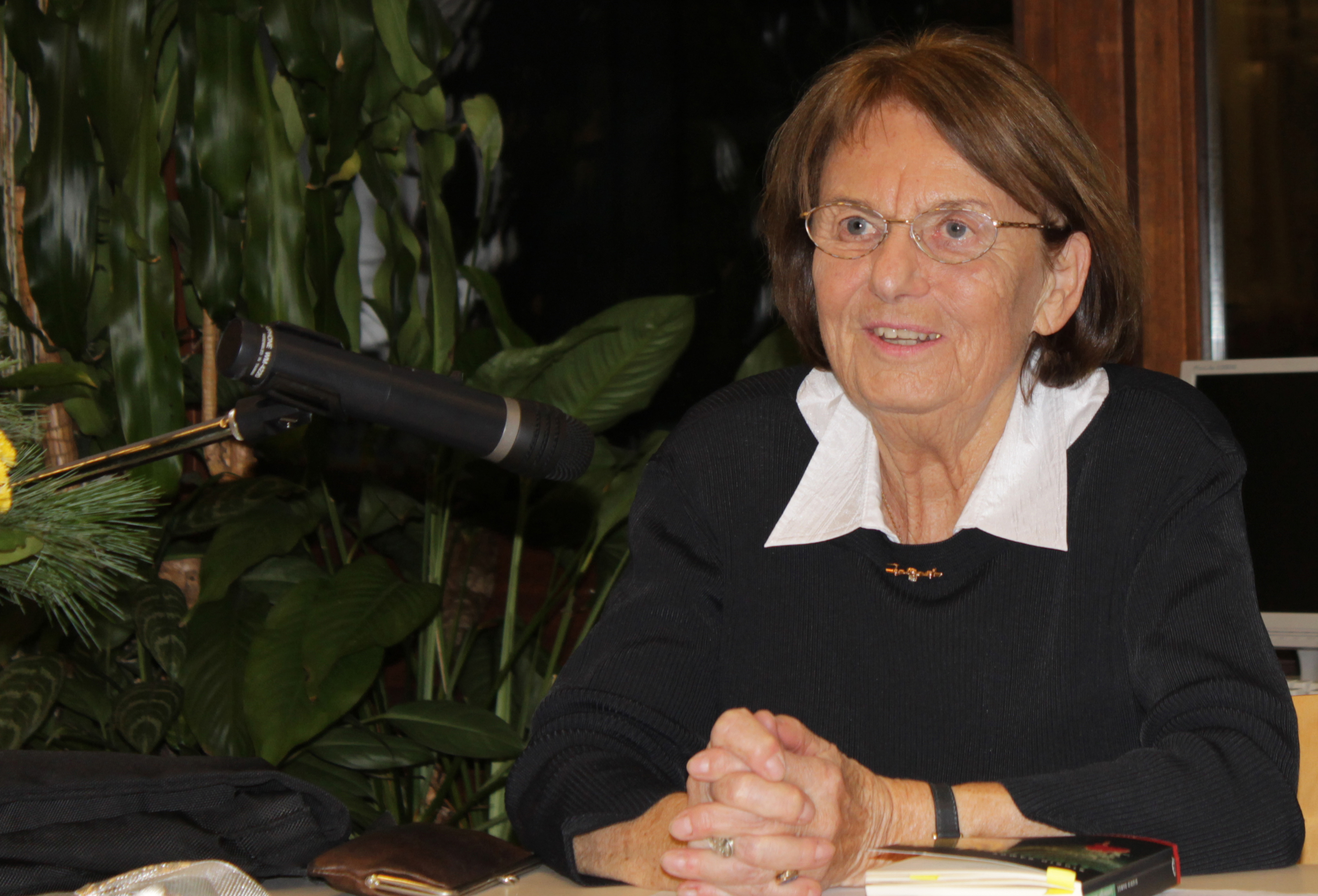
Sigrid Ramge, Lesung, Stadtteilbücherei Stuttgart-Feuerbach, 2012

Sigrid Ramge, geboren als Sigrid Oehlgardt (* 23. April 1939 in Bad Köstritz, Thüringen; † 9. Dezember 2023, Stuttgart) war eine deutsche Schriftstellerin.

## Leben und Werk
Nach der Beendigung der Oberschule in Gera absolvierte Sigrid Ramge neben der Gärtnerlehre eine klassische Gesangsausbildung. 1959 floh sie aus der DDR in die Bundesrepublik. Sie studierte Garten- und Landschaftsarchitektur und arbeitete mehrere Jahre als Gartenarchitektin, unter anderem auch in Stuttgart.
1965 heiratete sie und bekam einen Sohn und eine Tochter.
Mit fast 50 Jahren begann Sigrid Ramge sich ihren Traumberuf Schriftstellerin zu erfüllen. 1991 erschien ihr erster Band mit Erzählungen. Nach weiteren Veröffentlichungen wurde sie im Jahr 1999 an der Universität Stuttgart im Studium Generale Dozentin in der Schreibwerkstatt, die sie zehn Jahre lang leitete. Zusätzlich gab sie in und um Stuttgart Schreibkurse in Bibliotheken, Schulen und Kultureinrichtungen.
Seit 1992 war sie Mitglied des Schriftstellerverbandes Baden-Württemberg.
Von 2003 bis 2006 war Sigrid Ramge Jurymitglied im Förderkreis deutscher Schriftsteller, der Stipendien und den Thaddäus-Troll-Preis vergibt. Seit 1991 veranstaltete sie Lesungen in Baden-Württemberg (z. B. Stuttgarter Buchwochen, Karlsruher Bücherschau), Bayern, Brandenburg, Thüringen (z. B. Thüringer Literatur- und Autorentage) und Nordrhein-Westfalen.

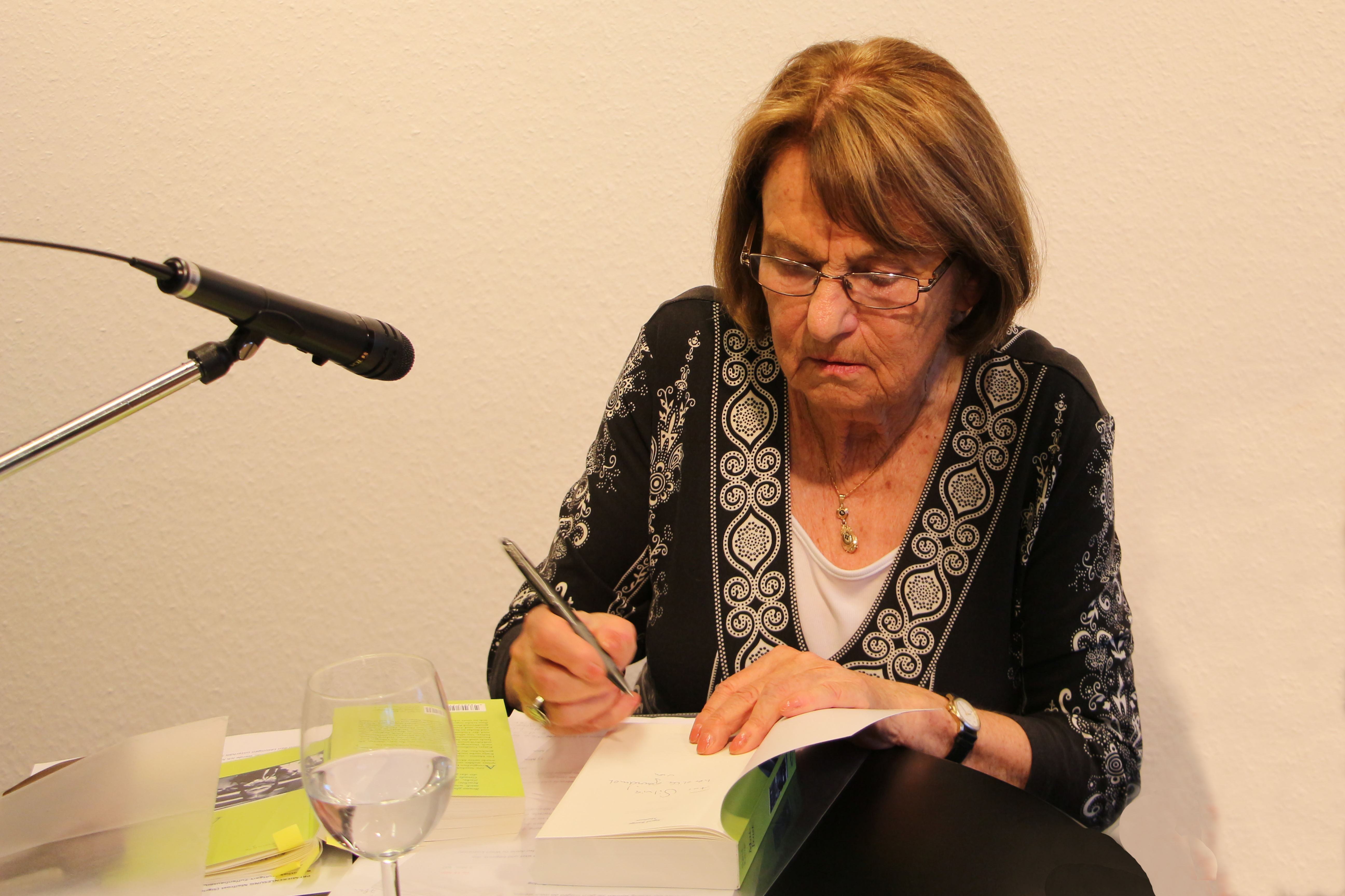
Premiere-Lesung, Stadtteilbücherei Stuttgart-Zuffenhausen, 10. Mai 2016

Von Sigrid Ramge sind elf Bücher erschienen. Ihr Roman Maifrost, in dem sie ihre Familiengeschichte verarbeitet hat, erschien im Mai 2016.
Bis zu ihrem Tod lebte und arbeitete sie als freie Autorin in Stuttgart.

## Werke

### Erzählungen
- Die Fäden der Träume, Erzählungen, Radix-Verlag, Stuttgart 1992, ISBN 3-929028-11-5. Neuauflage: quartus-verlag, Jena, 2004, Taschenbuch, 120 Seiten, illustriert, ISBN 3-936455-21-X
- Das Lächeln der Steine, Erzählungen, quartus-Verlag, Jena, 2002, Taschenbuch, 142 Seiten, illustriert, ISBN 3-936455-12-0

### Jugendbücher
- Wanjiko und die schwarzen Störche, Jugendroman, Dachs-Verlag, Wien, 1998, Gebundene Ausgabe, 189 Seiten, ISBN 3-85191-135-0, ab 12 Jahre
- Die unsichtbare Wilhelmine, -Geisterreisen und Spukpannen-, Verlag Schatzkiste, München, 2006, Taschenbuch, 182 Seiten, illustriert, ISBN 3-86520-188-1
- Strahlenkinder, -20 Jahre nach Tschernobyl-, Roman, amicus-Verlag, 2006, Taschenbuch, 144 S., ISBN 3-935660-88-X

### Kriminalromane
- Tod im Trollinger, Ein Stuttgart Krimi, Silberburg-Verlag, Tübingen, 2009, kartoniert, 224 Seiten, ISBN 978-3-87407-854-2
- Cannstatter Zuckerle, Ein Stuttgart Krimi, Silberburg-Verlag, Tübingen, 2010, kartoniert, 275 Seiten, ISBN 978-3-87407-990-7
- Lemberger Leiche, Ein Baden-Württemberg Krimi, Silberburg-Verlag, Tübingen, 2012, kartoniert 288 Seiten, ISBN 978-3-8425-1217-7
- Das Riesling-Ritual, Ein Baden-Württemberg Krimi, Silberburg-Verlag, Tübingen, 2014, kartoniert, 250 Seiten, ISBN 978-3-8425-1318-1
- Blutburgunder, Ein Stuttgart Krimi, Silberburg-Verlag, Tübingen, 2019, Broschur mit Fadenheftung, 272 Seiten, ISBN 978-3-8425-2215-2

### Romane
- Maifrost, Silberburg-Verlag, Tübingen 2016, ISBN 978-3-8425-1464-5[5]

### Anthologien
- 1996: Das vergessene Dorf, Erzählung in „Zähl mich dazu“. Brün-Verlag, Rüsselsheim. ISBN 3-926759-39-9. Literaturwettbewerb der GEDOK Rhein-Main-Taunus
- 2006: Schwarze Perlen, Kurzkrimi in „Die Spur führt an die Mosel“. Addita-Verlag, Tawern. ISBN 978-3-939481-06-5. Regionaler Krimiwettbewerb 2006.
- 2008 Alter schützt vor Leichen nicht, Kurzkrimi in „Mörderisches Ländle“, Theiss-Verlag, Stuttgart, ISBN 978-3-8062-2215-9

## Zeitschriften, Literaturjournale
- 2000: Maifrost, Auszug aus einem unveröffentlichten Roman in PALMBAUM, Literarisches Journal aus Thüringen, ISSN 0943-545X
- 2001 Leonore Linde, Der Goldregenbaum, zwei Erzählungen in PALMBAUM, Literarisches Journal aus Thüringen, ISSN 0943-545X
- 2009: Die Schöne, ihr Mörder und der Mops (der exklusive 200-Wörter-Roman) in LIFT, Stadtmagazin Stuttgart & Region, 19. Jahrgang E 30681, Nr. 11

## Rundfunk und TV
- 1999 Wanjiko und die schwarzen Störche, Freies Radio für Stuttgart
- 2006 Strahlenkinder, Freies Radio für Stuttgart, Literaturgespräch
- 2009 Tod im Trollingen, Freies Radio für Stuttgart, Kultur Palast, Tatort Stuttgart (3. November)
- 2009 Tod im Trollinger, Radio Wüste Welle, „Caleidophon“, (16. Oktober)
- 2015 Lemberger Leiche, SWR Mobil (15. Januar und 17. Januar 2015), Unterwegs in Zuffenhausen mit Sonja Schrecklein

## Auszeichnungen
- 1997 wurde die Kurzgeschichte Meine Freundin Hannele bei einem Wettbewerb der Stiftung Geißstraße 7 „Stuttgart mon amour“ prämiert.
- 2001 Kinder- und Jugendliteraturpreis des Landkreises Barnim für die Kurzgeschichte Der Märchengott.[6]